# Serpulorbis zelandicus
Serpulorbis zelandicus es una especie de molusco gasterópodo de la familia Vermetidae.

## Distribución geográfica
Se encuentra  en Nueva Zelanda.